# Zaleilah

Zaleilah est la chanson du groupe de musique roumain avec des musiciens cubains Mandinga, qui représente la Roumanie au Concours Eurovision de la chanson 2012 à Bakou, en Azerbaïdjan.

## Eurovision 2012
La chanson est sélectionnée le 10 mars 2012 lors d'une finale nationale.
Elle participe à la première demi-finale du Concours Eurovision de la chanson 2012, le 22 mai 2012.